# Emmanuel Petit
Emmanuel Laurent Petit (* 22. září 1970 Dieppe) je bývalý francouzský fotbalový záložník a reprezentant.

## Klubová kariéra
Největší část své kariéry strávil v AS Monaco, se kterým v roce 1991 vyhrál francouzskou nejvyšší soutěž. Jeho první zahraniční angažmá bylo v anglickém Arsenalu. Zde strávil tři roky a vyhrál s ním anglickou Premier League a FA Cup. Závěr své kariéry strávil v FC Barcelona a Chelsea FC.

## Reprezentační kariéra
V A-mužstvu Francie debutoval 15. 8. 1990 v přátelském zápase v Paříži proti reprezentaci Polska (remíza 0:0).
S francouzskou fotbalovou reprezentací vyhrál v roce 1998 domácí mistrovství světa a v roce 2000 mistrovství Evropy konané v Belgii a Nizozemsku. Odehrál 2 zápasy i na MS 2002 v Japonsku a Jižní Koreji.

## Úspěchy

### Klubové
AS Monaco
- Ligue 1: 1997
- Francouzský fotbalový pohár: 1991

Arsenal
- Premier League: 1998
- FA Cup: 1998
- Charity Shield: 1998, 1999

### Reprezentační
Francie
- Mistrovství světa: 1998
- Mistrovství Evropy: 2000

### Individuální
- PFA Tým roku: 1999
- Premier League – Hráč měsíce: duben 1998
- Řád čestné legie: 1998